# Sätra brunn (kurort)

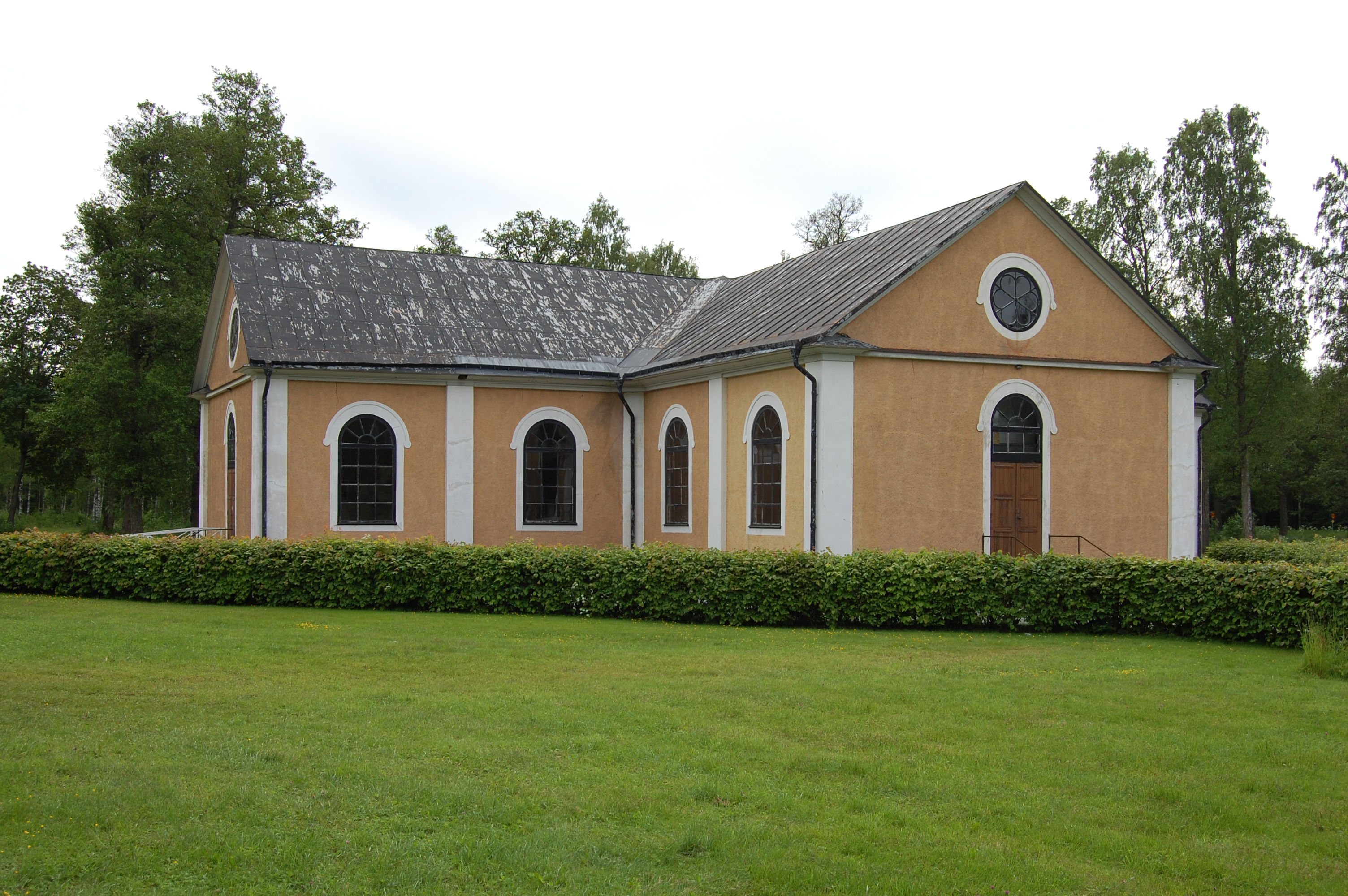
Sätra brunns kyrka.

Sätra brunn är en svensk kurort som utgör en del av tätorten Sätra brunn i Sala kommun. Kurorten grundades av Samuel Skragge år 1700, och är därmed en av Sveriges äldsta. Inom den verksamma anläggningen finns idag ett hundratal byggnader.
Sätra brunn ägs sedan 2002 av Sätra Brunn ekonomisk förening. Verksamheten består främst av konferenser, spa, logi med cirka 130 hotellrum och restaurang i egen regi. Inom anläggningen finns även en sommarkyrka. På brunnsområdet finns även flera entreprenörer som hyrt in sig i hus som inte används i verksamheten. Här finns exempelvis konsthantverk, sommarcafé, museum och en nätbutik för inredningsdetaljer. Under åren har ett kulturliv skapats kring Sätra brunn. Personalen anordnade bland annat cabaréer in på 1990-talet, och idag anordnas regelbundet konserter, pubkvällar, historiska vandringar och marknader. Sätra brunn är sedan många år ett välbesökt resmål för att fira midsommar.
Här finns också Brunnsmuseet, inrymt i Henschens badhus.

## Historia
Sätra brunn är belägen på gränsen mellan Fläckebo och Kila i Västmanlands län, alldeles invid Badelundaåsen som länge varit fungerat som en viktig transportled i nord-sydlig riktning. De frekventa källutloppen har gjort platsen bördig och fruktsam, och redan under första halvan av 1000-talet etablerades flera fäbodar i trakten. På platsen som idag är Sätra brunn fanns redan på 1300-talet en skattebelagd fäbod. Under flera århundraden tros människor från bygden och förbipasserande ha sökt sig till källorna för att skölja sig och dricka av vattnet, i tron på dess läkande egenskaper. Enligt dåtida folktro offrades mynt och personliga tillhörigheter till de underjordiska gudarna. Genom reformationen i Sverige under 1500-talet förbjöds religiösa ritualer kring vattenkällor, många källor stensattes för att förhindra och förstöra källkulten.

### Skragge upptäcker brunnen
Under åren 1698 och 1699 besökte Per Larsson Höök, adlad Gyllenhöök, brunnens källor för att bota sin lama arm, vilken också blev återställd. Samuel Skragge, som var provincialmedicus, hörde om Gyllenhööks botehistoria och bestämde sig för att själv pröva vattnets kvalitet. År 1700 reste Skragge själv med häst och vagn från Västerås och inkvarterade sig 32 dagar i en närbelägen bondgård. Utifrån kriterier och metoder som Urban Hjärne angivit i sin samtida skrift Den lille Wattuprovaren prövade Skragge vattnets kvalitet, och fann det så livgivande att han kort därpå köpte området, och började bygga en hälsobrunn med bad- och kurortsverksamhet. De första byggnaderna som uppfördes efter förvärvet var en badstuga, där de första inomhusbaden ägde rum, samt Skragges logementer, för att inkvartera brunnens gäster. Samuel Skragge tillträdde 1706 som livläkare åt Karl XII och lämnade Sätra brunn. Skragge upplevde Kalabaliken i Bender, innan han 1718 avled vid hälsokällan vid Lüneburg, Tyskland. Efter Skragges död ärvdes hälsobrunnen av hans syster, änkeprostinnan Holstenia, vars sons arvingar 1739 sålde den till regementsfältskären Valentin Wolff.

### Kalsenius köper brunnen
År 1744 köptes kurorten av biskop Andreas Kalsenius från Västerås för 24 000 daler kopparmynt, men redan 1747 donerade biskopen kurorten, jämte två hemman och räntan av 20 000 daler kopparmynt, till Uppsala universitet och dess medicinska fakultet. I donationsbrevet motiverar Kalsenius gärningen med att han därigenom vill "gagna det allmänna igenom de studerandes befordran till understöd och öfning". Vid midsommarfirandet och 200-årsjubileet 1900 avtäcktes Kalseniusstenen med inskriptionen "Till hågkomst af biskop Anders Kalsenius, de sjukes välgörare."

### Universitetsperioden 1747-1998

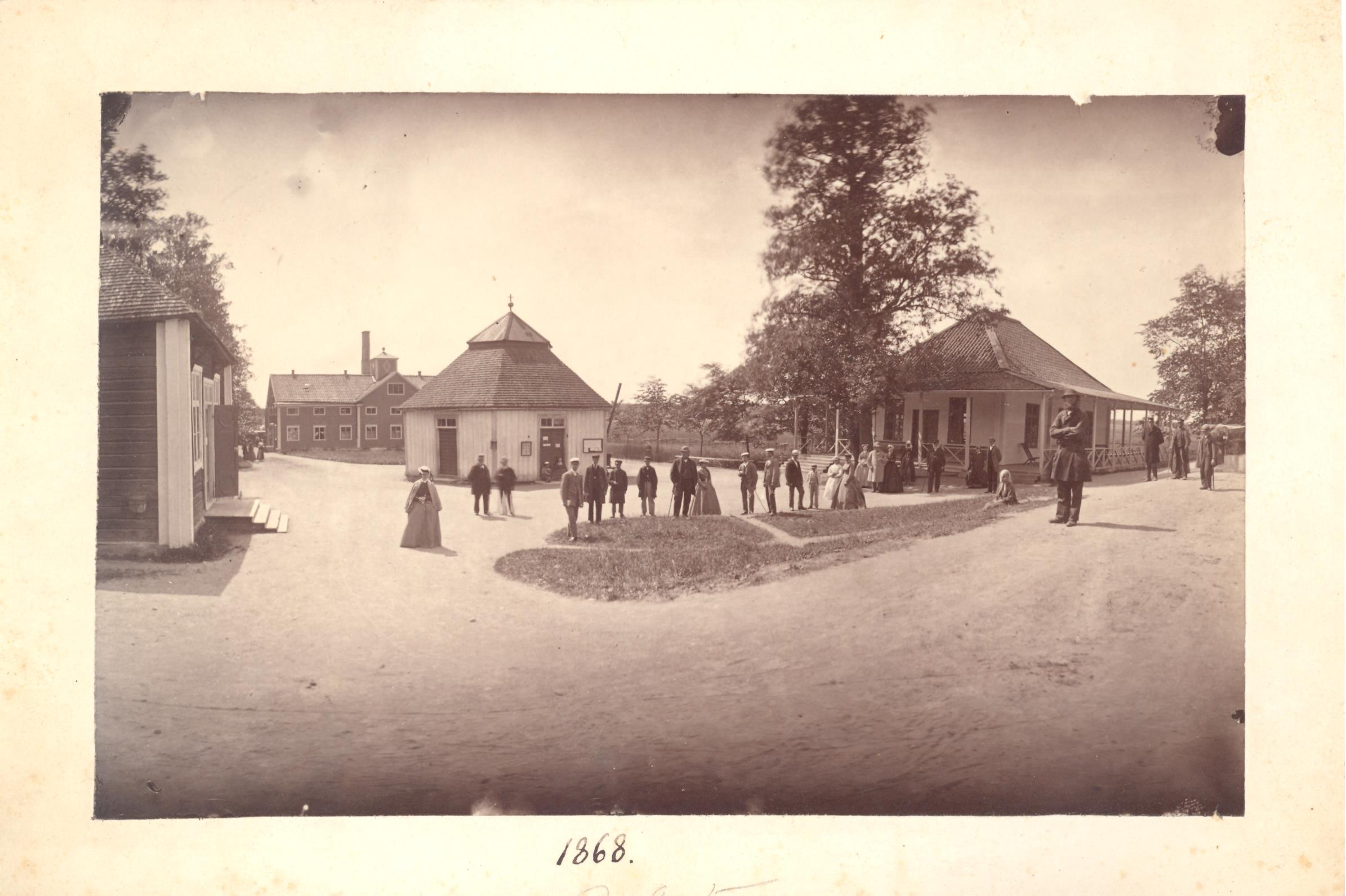
Brunnsgäster vid Brunnshuset Sätra brunn 1868.

Det nya huvudmannaskapet med akademin gav uppsving åt den insomnade verksamheten. Under åren 1747-1824 växte verksamheten betänkligt. Universitetet utvecklade verksamheten vid kurorten samtidigt som läkare kunde praktisera, och nya behandlingsformer testades tidigt. Redan 1753 ordinerades elektriska behandlingar och inom flera områden var den medicinska verksamheten framstående.
Under 1850-talet byggdes badanstalten med flera badhus. Medicinska bad och helkroppsmassage var länge en given del av behandlingen på Sätra brunn. Den medicinska grunden för verksamheten var humoralpatologin, och patienterna uppmanades att dricka brunn för att komma i sunda vätskor. 
Från mitten av 1900-talet finansierades vårdkostnaderna av Riksförsäkringsverket. 1973 överfördes ansvaret för remisser och finansiering till olika landsting, främst Uppsala läns landsting. Sätra brunn hade vid denna tid väl utvecklade behandlingsprogram för stroke, reumatism, Bechterews sjukdom och fibromyalgi.

#### Flyktingmottagande
Sätra brunn har vid flera tillfällen tagit emot flyktingar. Under krigsåren 1940-1944 erbjöds skydd för totalt 3000 personer, de flesta danskar samt ett antal judar. I slutet av 1944 etablerades Danska brigaden på Sätra brunn. Verksamheten gick under täckmantel som polisskola, men var i själva verket ett militärt träningsläger för en dansk exilstyrka under benämningen DANFORCE. Stora områden kring brunnen, däribland Haraker, Fläckebo och Gullvalla, ingick som övningsområden. Skyttegravar grävdes lite varstans i trakten. Skjutbanan låg mellan Sätra brunn och Grällsta. På Sätra brunn kom danskarna att bli hågkomna för att de startade en brand, som tros ha orsakats av att danskarna inte var vana vid att hantera svenska kakelugnar. Branden kunde begränsas till en enskild byggnad. Byggnaden återuppfördes och kallas idag Riksrådet.
I samband med Ungernrevolten bereddes plats för 200 flyktingar under åren 1956-1957. Även under 1970-talet togs flyktingar emot genom dåvarande Invandrarverket. Flyktingmottagandet gjorde att Skogsgården torftigt anpassades för vinterkyla. Sedan tidigare var byggnaderna på Sätra brunn avsedda för att inkvartera människor endast under sommarsäsongen.

### Perioden efter 1998
Till följd av de omgivande landstingens nedskärningar på 1990-talet minskade antalet patienter till Sätra brunn. Uppsala universitet valde 1998 att begära Sätra brunn i konkurs. Jan Rydh, landshövding i Västmanlands län bildade 1999 Stiftelsen Sätra Brunn som fortsatte verksamheten med ett större fokus på privatgäster och konferenser. Stora kostnader för tidigare renoveringar gjorde dock att stiftelsen inte kunde nå lönsamhet, och 2001 försattes brunnen på nytt i konkurs.
Efter den andra konkursen tillsattes Kurt Sjölander som konkursförvaltare. Sjölander gav den 26 augusti 2002 klartecken till en grupp av 15 privatpersoner från bygden att köpa konkursboet. Sätra Brunn ekonomisk förening anordnade invigningshelg 1 november 2002. Verksamheten drivs idag med ledorden läkande, lärande, skapande. I april 2015 påbörjades en kommersiell verksamhet för buteljering av vatten med en egen anläggning på området. Vattnet klassas som naturligt mineralvatten av Läkemedelsverket.

## Parker
Inom brunnsanläggningen finns flera naturliga källor samt anlagda parker och alléer. Brunnens platser, parker och alléer har historiskt sett haft en viktig funktion för i den medicinska behandlingen och möjlighet till rekreation. Alléerna är den äldsta och viktigaste parkstrukturen. Källorna har en gång varit viktiga målpunkter i allésystemet och bidrar till att förklara allépromenadernas funktion.

## Intendenter
Perioden 1739-1744 ägdes brunnen av regementsfältskären Valentin Wolff. Från 1753 ända fram till 1991 har enbart läkare från medicinska fakulteten vid Uppsala universitet varit intendenter på Sätra brunn.
| År från | År till | Intendent                 |
| ------- | ------- | ------------------------- |
| 1701    | 1701    | Frans Anton Gustaf Below  |
| 1702    | 1704    | Samuel Skragge            |
| 1705    | 1716    | Peter Elfwing             |
| 1716    | 1718    | Johan Christoffer Heyne   |
| 1719    | 1736    | Gabriel Holsten           |
| 1737    | 1738    | Vakant                    |
| 1739    | 1748    | Valentin Wolff            |
| 1749    | 1750    | Johan Darelius            |
| 1751    | 1752    | Roland Martin             |
| 1753    | 1767    | Jonas Sidrén              |
| 1768    | 1796    | Samuel Ziervogel          |
| 1796    | 1824    | Pehr von Afzelius         |
| 1824    | 1851    | Henrik Wilhelm Romanson   |
| 1852    | 1867    | Olof Glas                 |
| 1867    | 1878    | Fredrik Johan Björnström  |
| 1879    | 1885    | F.A. Gustaf Bergman       |
| 1886    | 1900    | Salomon Eberhard Henschen |
| 1901    | 1905    | Oskar Viktor Petersson    |
| 1905    | 1919    | Ragnar Friberger          |
| 1919    | 1921    | Torsten Hellman           |
| 1922    | 1927    | Johan Alfred Bjure        |
| 1928    | 1930    | Teofil Nordmark           |
| 1931    | 1954    | David Edvard Holmdahl     |
| 1955    | 1955    | Ole Carneskog             |
| 1956    | 1961    | Nils Brage Nordlander     |
| 1961    | 1991    | Nils-Johan Höglund        |

Ove Hidemark kom att göra stort avtryck på Sätra brunns arkitektoniska utveckling under 1960- och 1970-talen. Hidemark besökte Sätra Brunn första gången sommaren 1963, kallad av då nytillträdde intendent Nils-Johan Höglund för rådgivning i samband med ombyggnaden av Biskopsgården. Hidemark kom därefter att anlitas för bland andra byggandet av Gymnastiksalen (1965) samt restaureringarna av Granbacken (1973) och Nybygget. Arbetsterapin började byggas 1969 och stod klar 1970. Denna byggnad var kontroversiell, delvis på grund sin storlek av 800 m2, den speciella utformningen och den särpräglade gröna färgen som inte ansågs passa in bland de faluröda gamla byggnaderna. Insändare i lokalpressen beskrev byggnaden som "stilvidrig" och att det pågick ett "arkitektoniskt lustmord" på brunnen.
Under 1990-talet konstaterades att byggnaden utsatts för omfattande mögel, och byggnaden stod under lång tid oanvänd. I april 2016 började byggnaden rivas för att sedan återuppbyggas med samma, om än modifierade, planlösning och utseende. Den nya arbetsterapin började uppföras 30 maj 2016 och är den första nybyggnationen på Sätra brunn sedan det nya badhuset 1994.

## Galleri

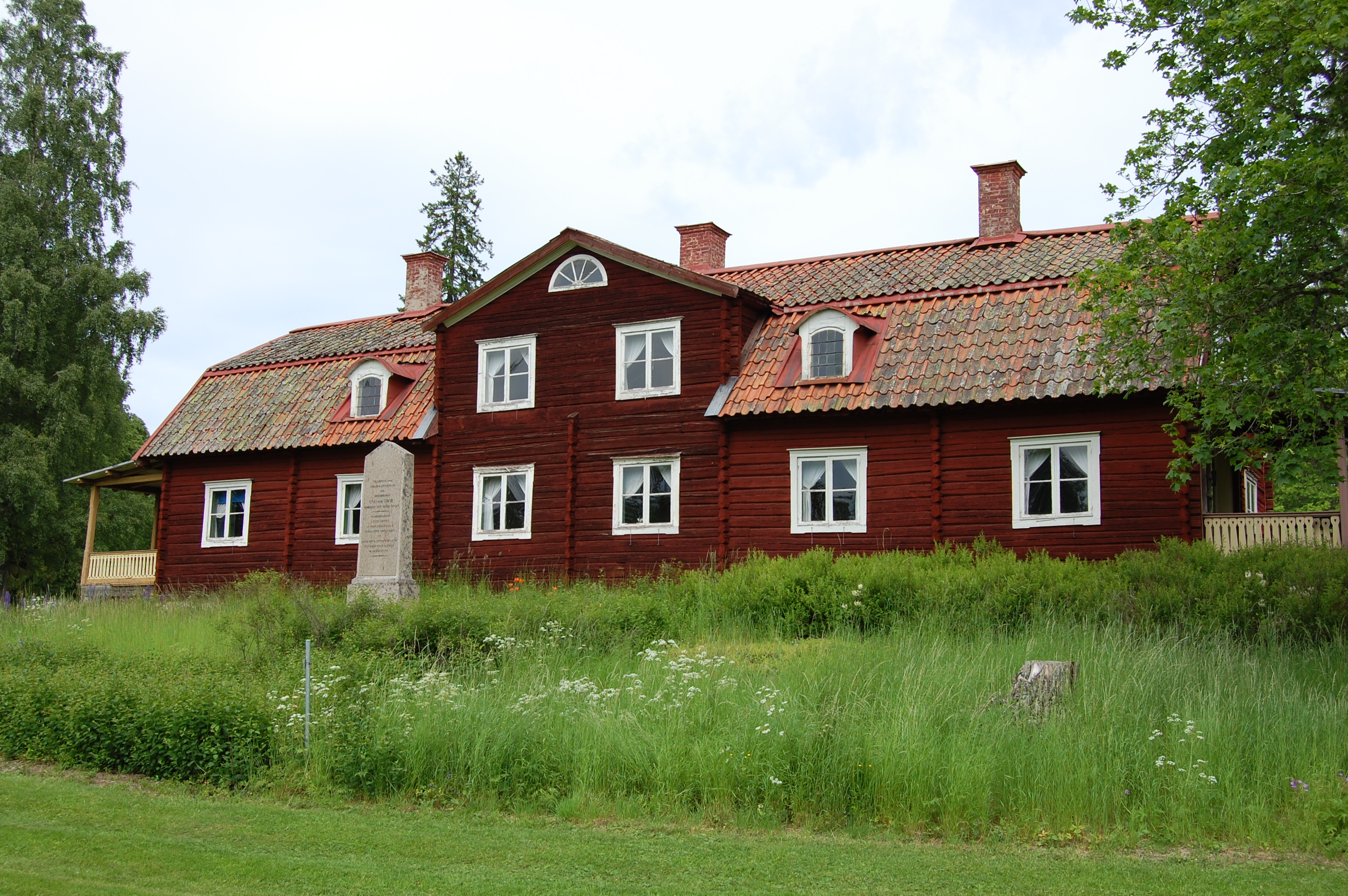
Nybygget
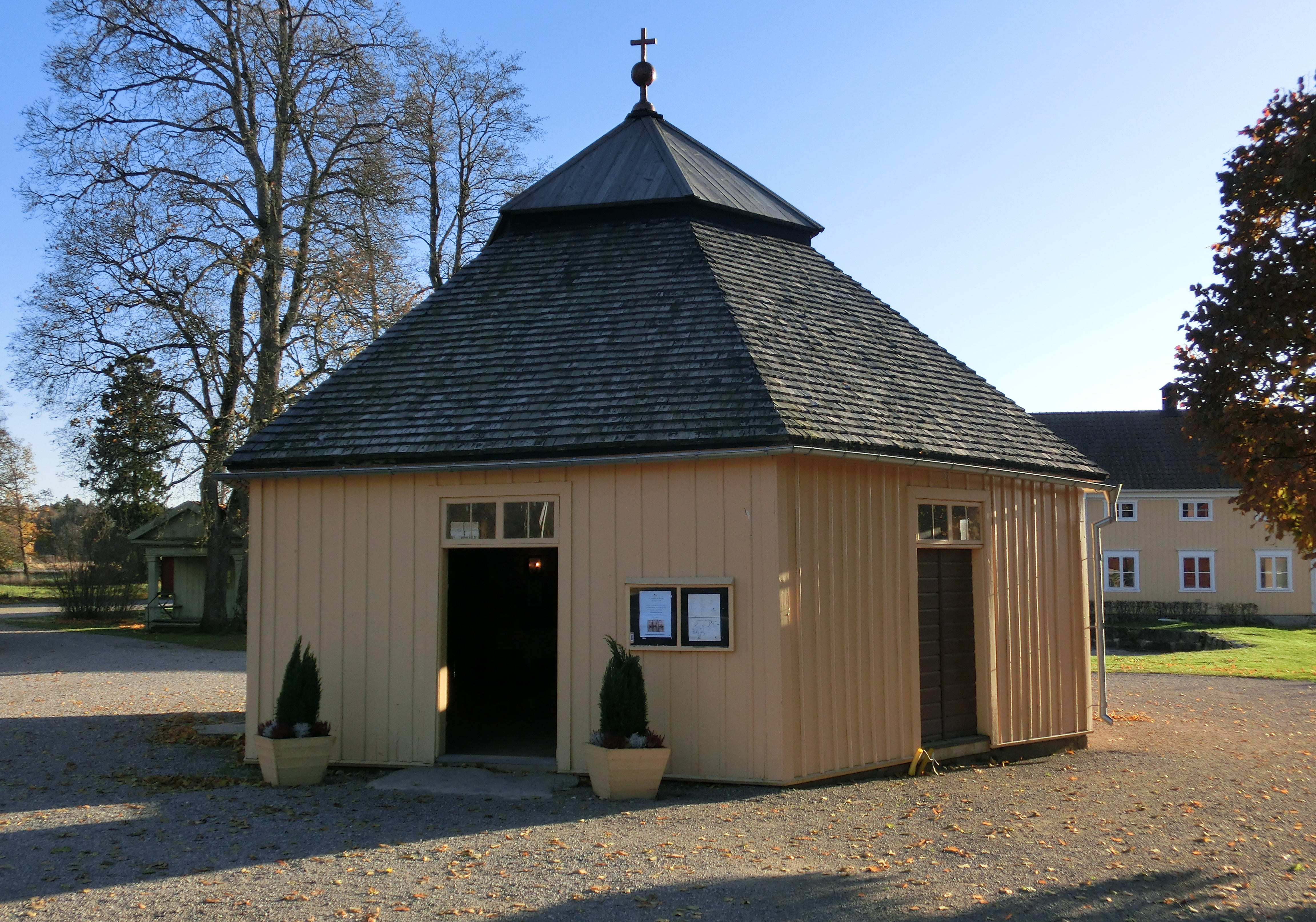
Brunnshuset
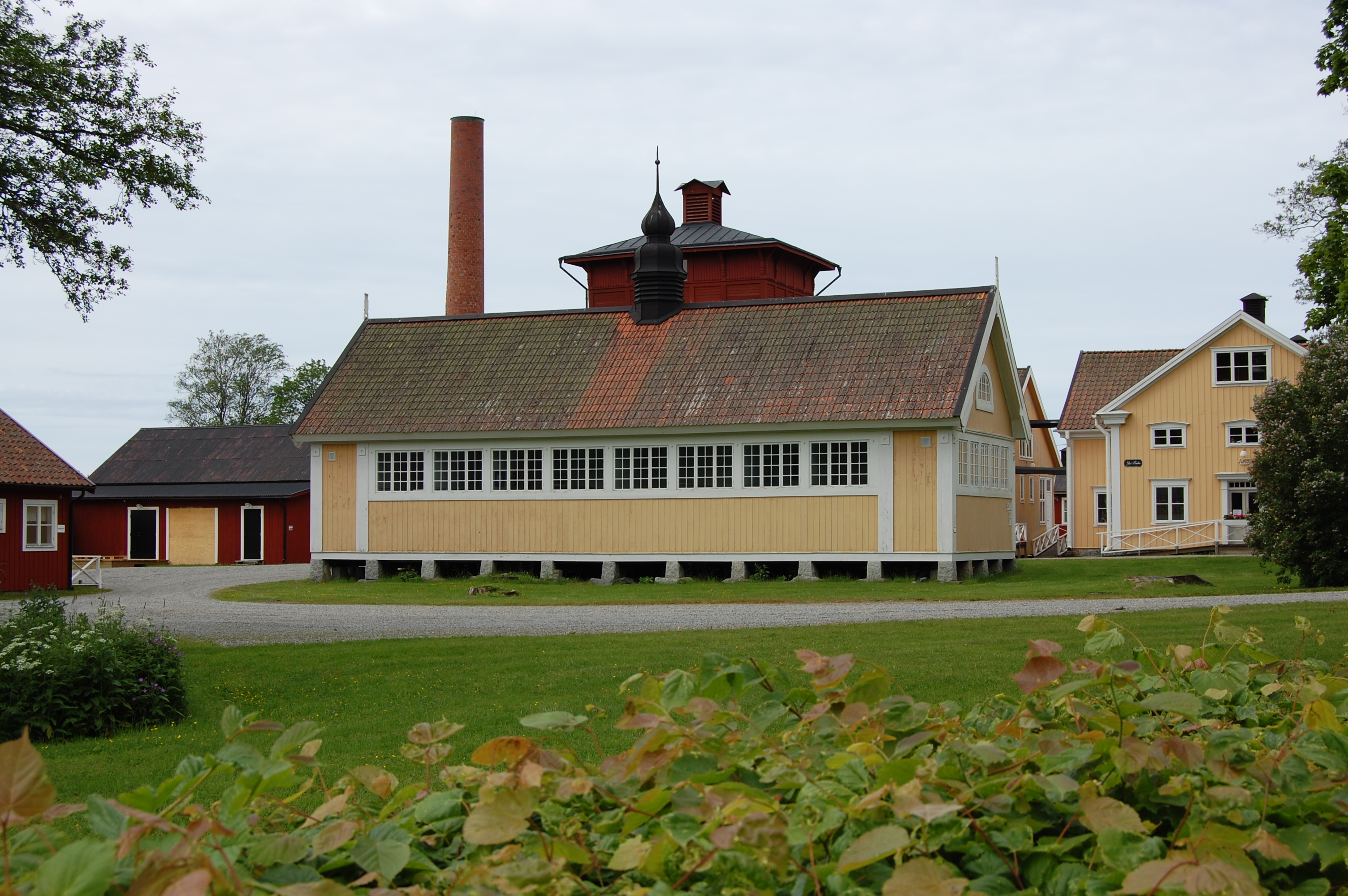
Badanstalten
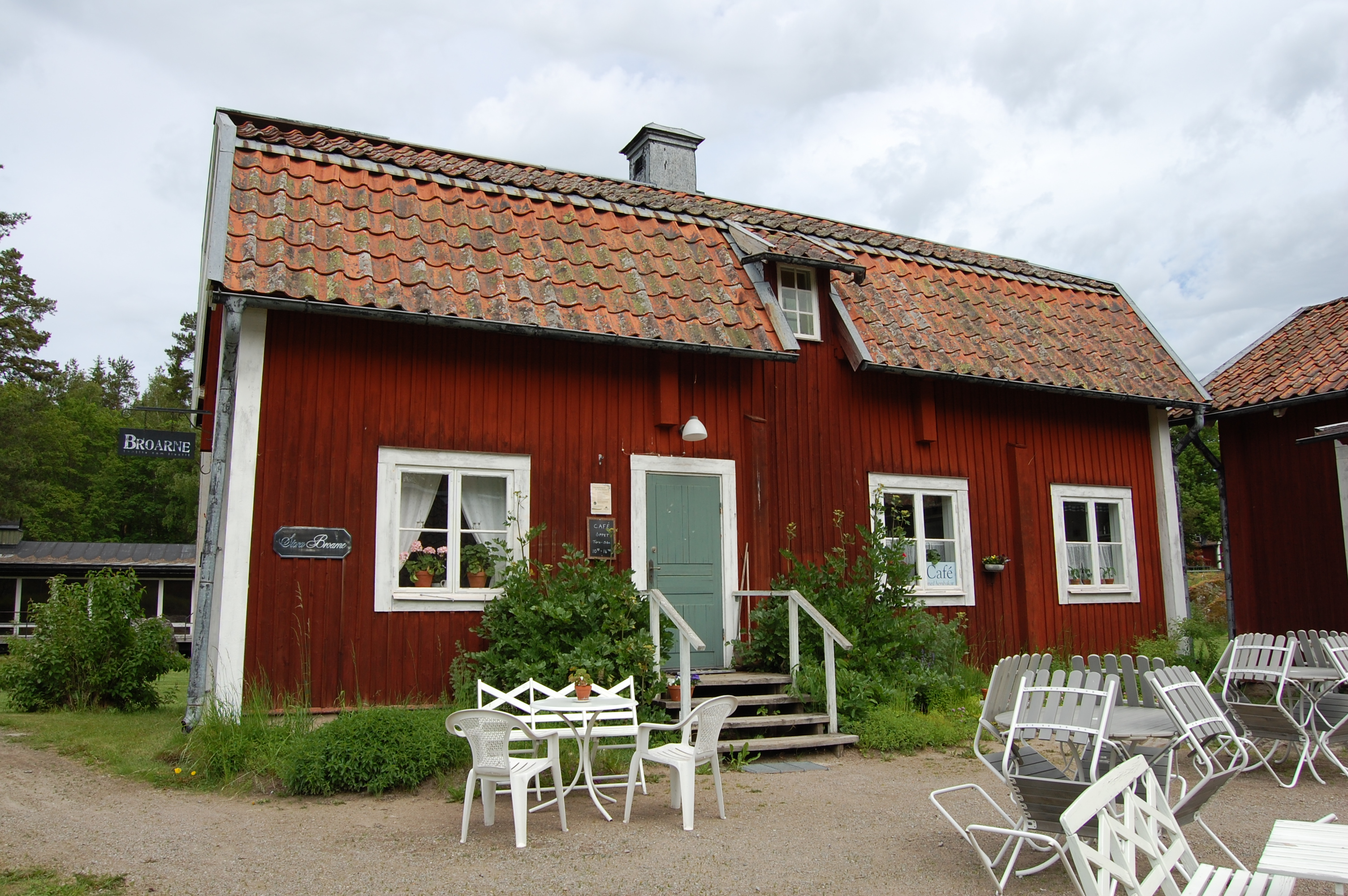
Stora Broarne
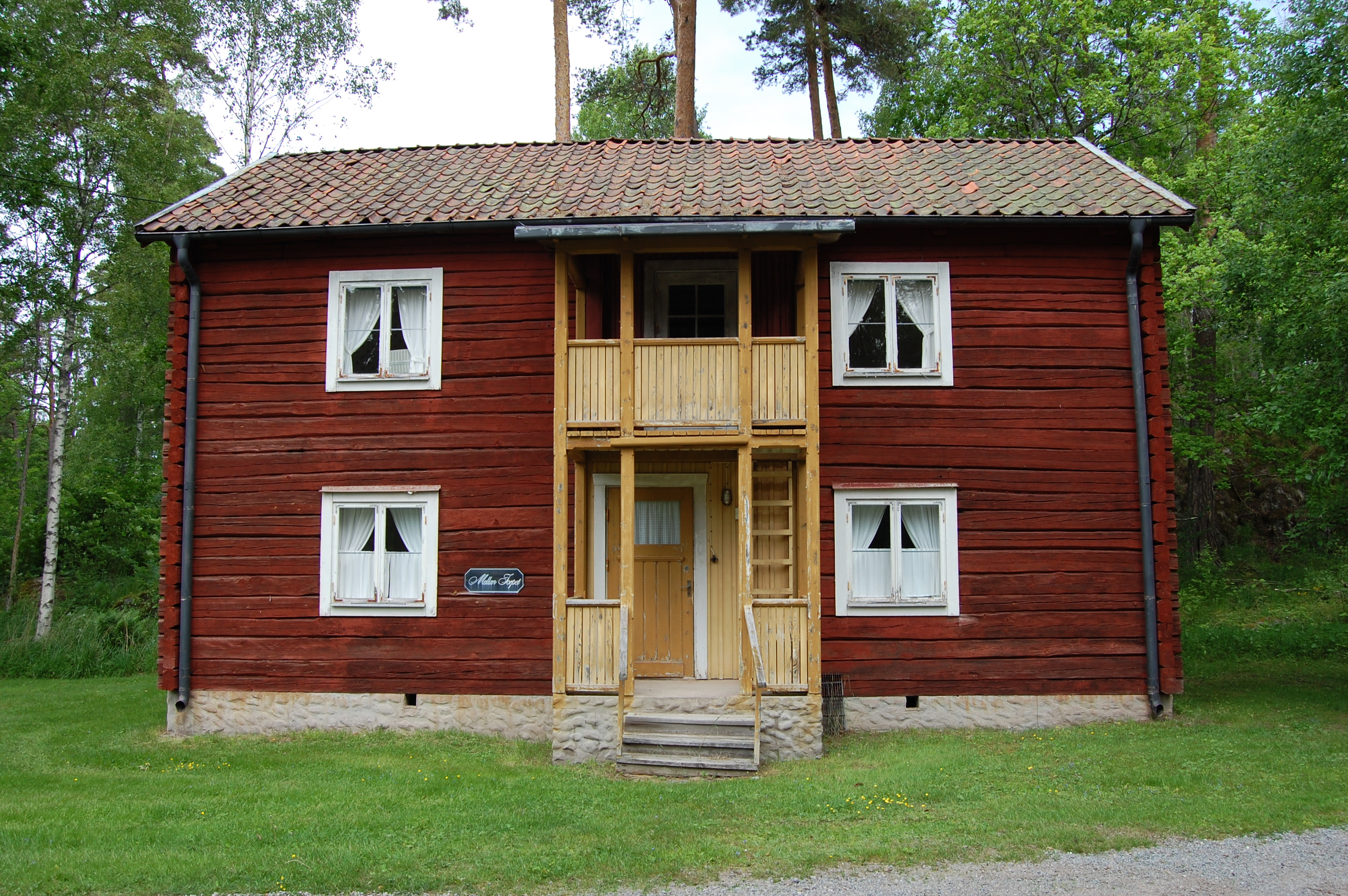
Mellantorpet
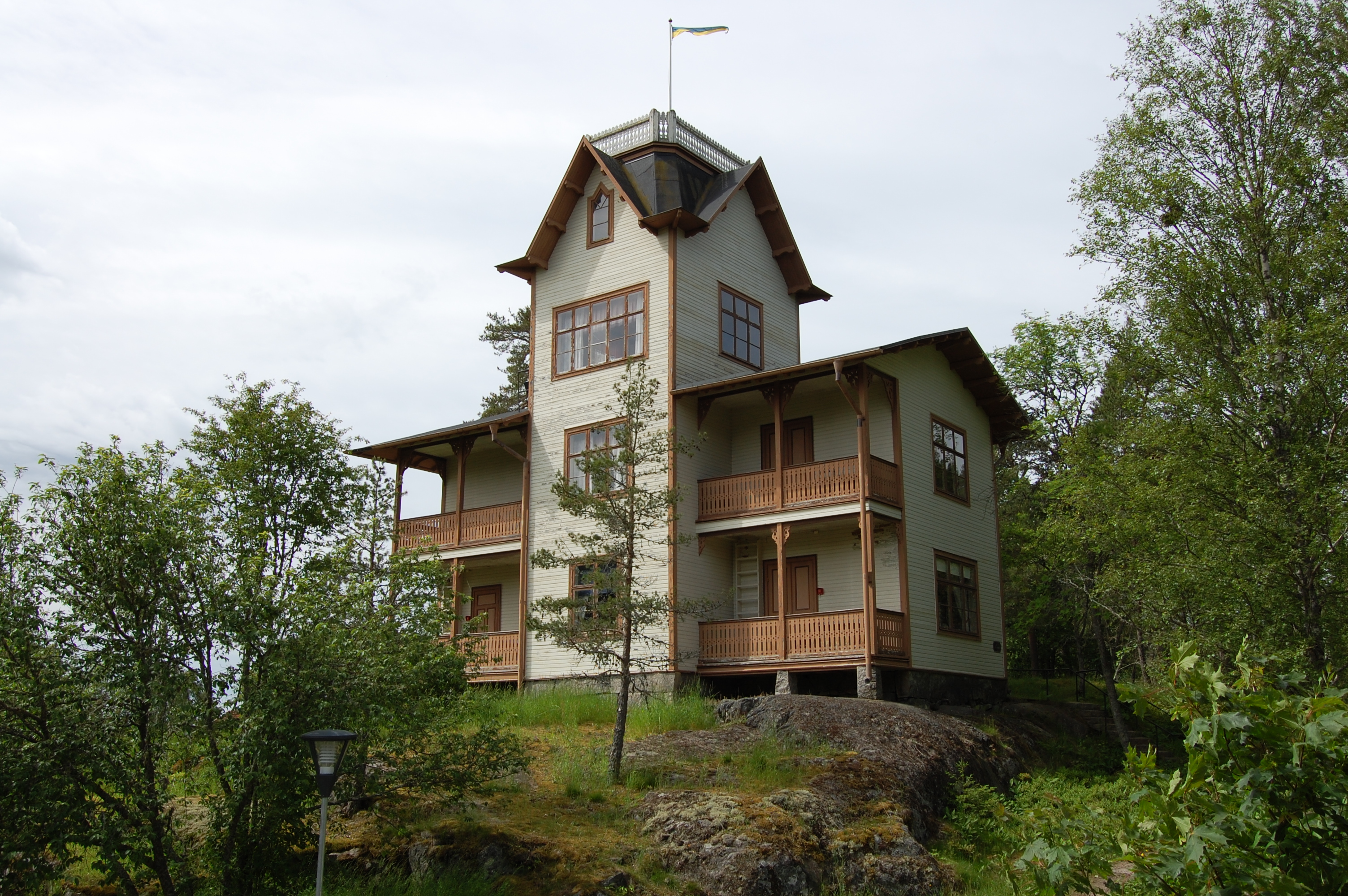
Bergabo
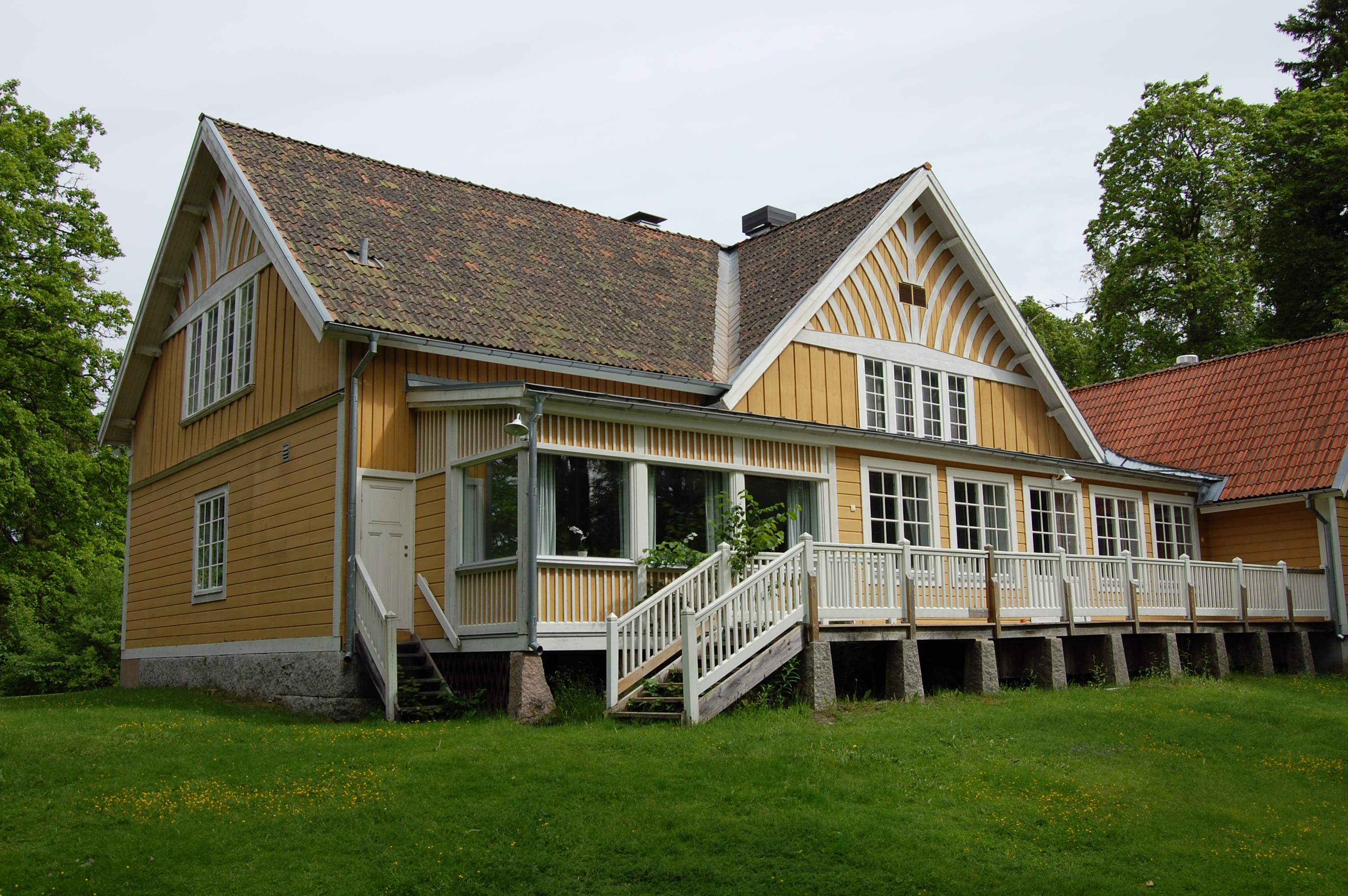
Societetshuset
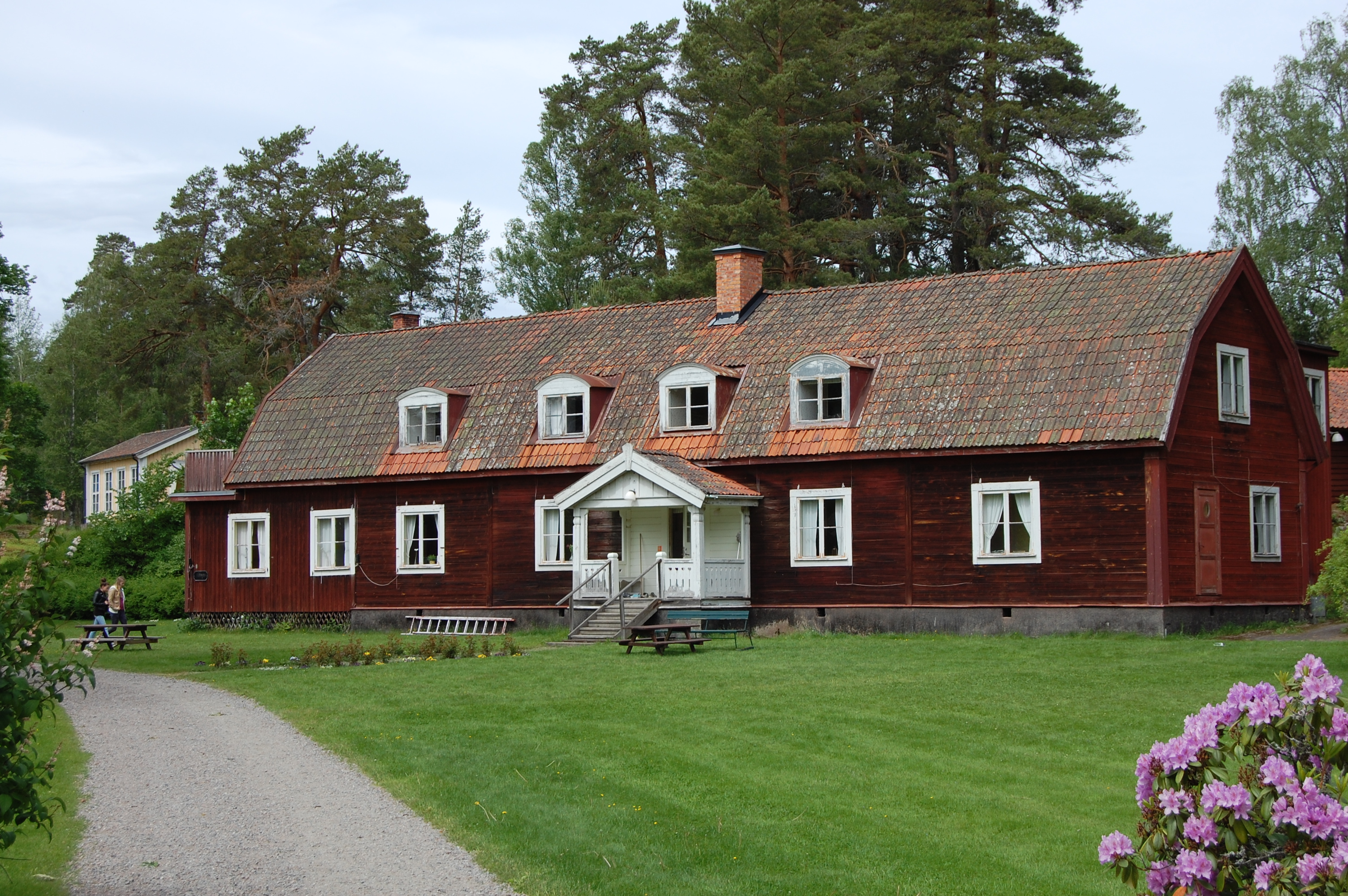
Läkarstugan
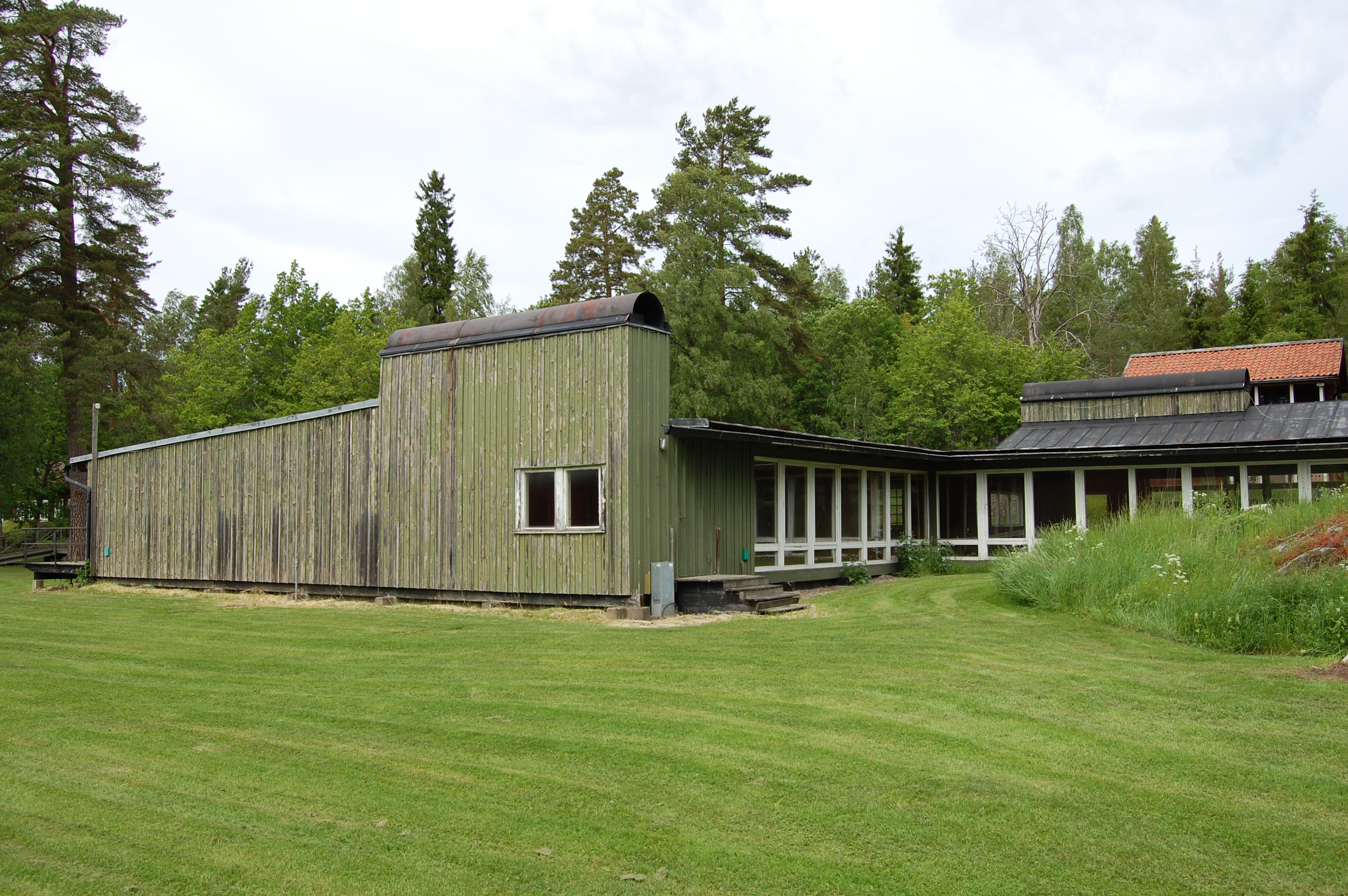
Det gamla terapihuset (1969-2016).
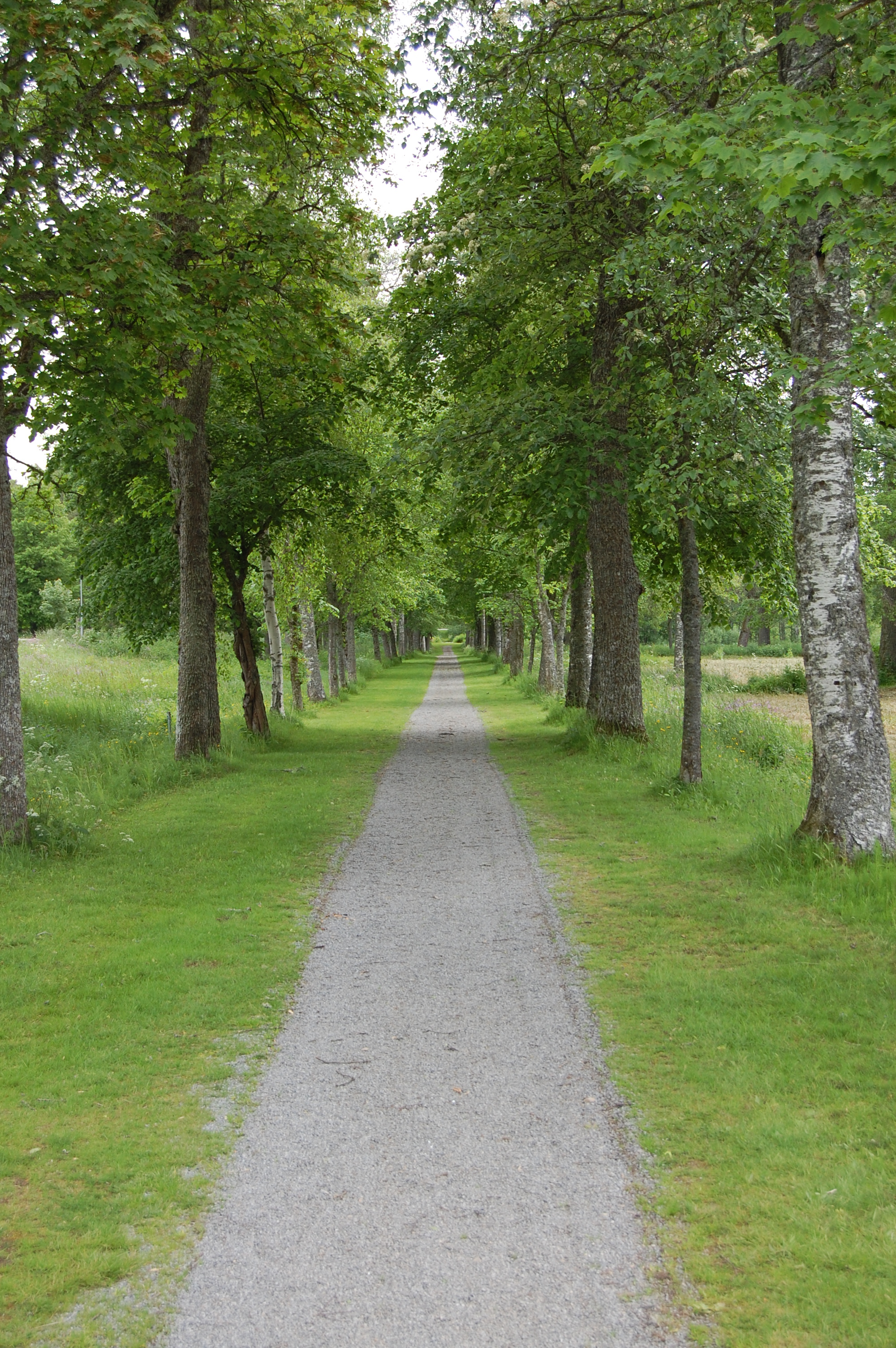
Brudallén går mellan Brudkällan och Trefaldighetskällan
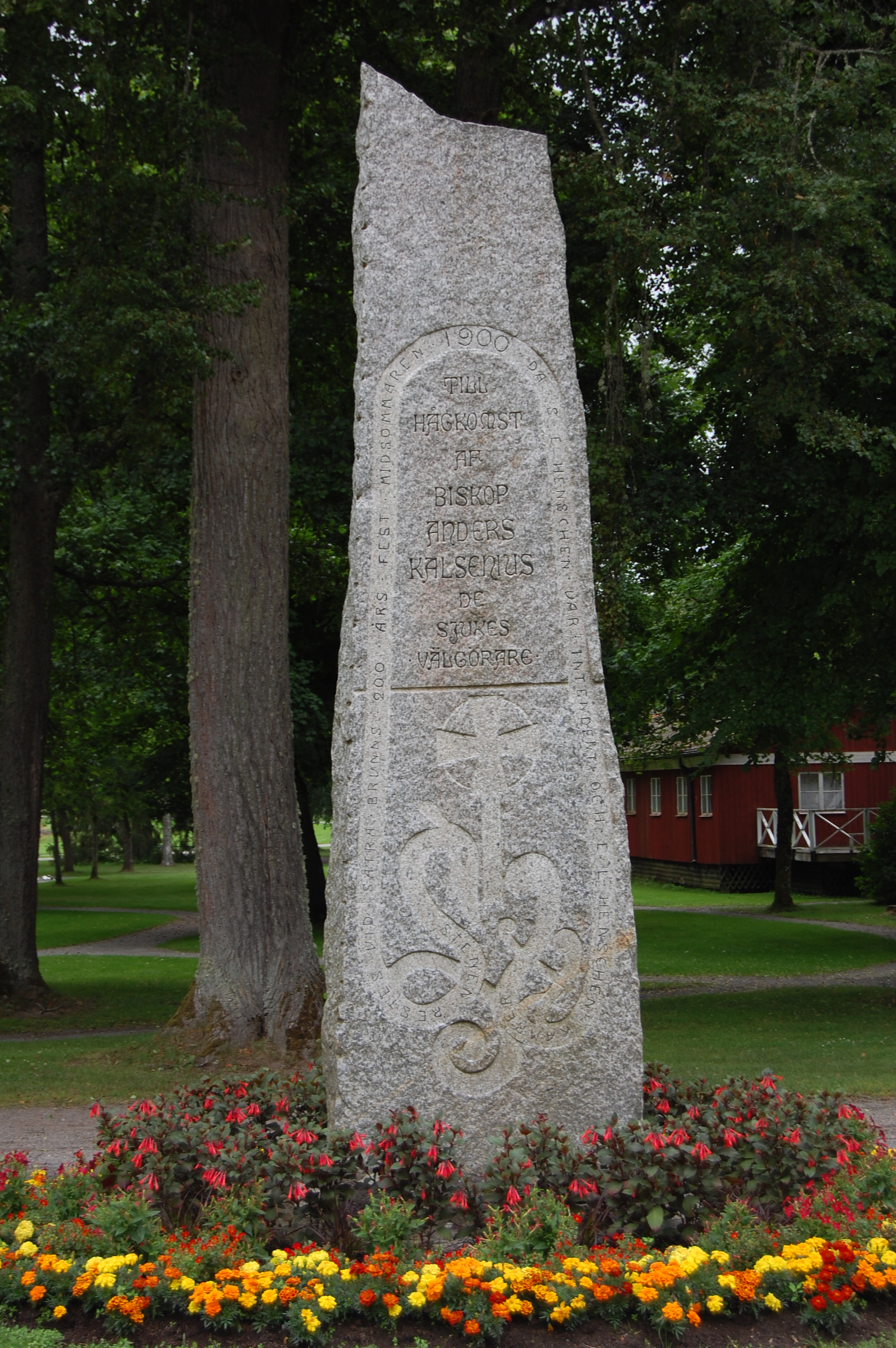
Kalseniusstenen, rest vid 200-årsjubileet och midsommarfirandet 24 juni 1900.